# Riton Liebman
Cet article possède un paronyme, voir Liebmann.
Henri Liebman, dit Riton Liebman, né le 29 janvier 1964 à Bruxelles, est un comédien belge, également auteur de théâtre et réalisateur.

## Biographie
Riton Liebman est né le 29 janvier 1964 à Bruxelles. Il est le fils de Marcel Liebman, professeur d’histoire à l’Université libre de Bruxelles. Sa mère Adeline est psychothérapeute spécialiste de la méthode du Dr Gordon dite « parents efficaces ».
Riton, repéré par le réalisateur français Bertrand Blier, décroche un premier rôle dès l’âge de 13 ans aux côtés de Gérard Depardieu, Patrick Dewaere et Carole Laure dans le film Préparez vos mouchoirs.
Dès 16 ans et sans avoir terminé ses études secondaires, Riton obtient de partir s’installer à Paris pour faire carrière dans le cinéma.
La suite est une carrière d’acteur et de réalisateur faite d’une centaine de films, pièces de théâtre et one man shows, essentiellement avec lui-même pour sujet. Si Édouard Baer avoue que « oui, c’est vrai, parfois, Riton est marrant », Benoît Poelvoorde précise : « À Paris, c’est le Belge le plus drôle après moi. » En 2012  il sort son premier long métrage sur le thème des supporters de football.
En 2024, il publie un premier roman autobiographique, La Vedette du quartier (Séguier).

## Filmographie

### Cinéma

#### Acteur
- 1978 : Préparez vos mouchoirs de Bertrand Blier
- 1981 : Allons z'enfants d'Yves Boisset
- 1983 : L'Addition de Denis Amar
- 1984 : Les Fauves de Jean-Louis Daniel
- 1984 : Venus de Peter Hollison : Norbert Rich
- 1984 : Aldo et Junior de Patrick Schulmann
- 1984 : La Tête dans le sac de Gérard Lauzier
- 1985 : On ne meurt que deux fois de Jacques Deray
- 1985 : Le Mariage du siècle de Philippe Galland
- 1985 : L'Été prochain de Nadine Trintignant
- 1985 : Rouge Baiser de Vera Belmont
- 1985 : Blessure de Michel Gérard
- 1986 : Kamikaze de Didier Grousset
- 1986 : Si t'as besoin de rien... fais-moi signe de Philippe Clair
- 1987 : La Petite Allumeuse de Danièle Dubroux
- 1996 : Caméléone de Benoît Cohen
- 1999 : Peut-être de Cédric Klapisch
- 2000 : Mortel transfert de Jean-Jacques Beineix
- 2001 : L'Homme du train de Patrice Leconte
- 2002 : Regarde-moi (en face) de Marco Nicoletti
- 2002 : Les Jardiniers court métrage d'Antoinette Beatson
- 2003 : Le Bison (et sa voisine Dorine) d'Isabelle Nanty
- 2003 : Michel Vaillant de Louis-Pascal Couvelaire
- 2004 : Clara et Moi d'Arnaud Viard
- 2005 : Tout pour plaire de Cécile Telerman
- 2005 : Le Petit Lieutenant de Xavier Beauvois
- 2006 : Cabaret Paradis de Shirley & Dino
- 2008 : .3-8 court métrage de Sébastien Aubanel
- 2009 : Le Dernier pour la route de Philippe Godeau
- 2010 : Mon pote de Marc Esposito
- 2011 : Polisse de Maïwenn
- 2012 : La Clinique de l'amour d'Artus de Penguern
- 2012 : Les Seigneurs, d'Olivier Dahan
- 2013 : Je suis supporter du Standard de Riton Liebman
- 2013 : La Grande Boucle de Laurent Tuel
- 2013 : À coup sûr de Delphine de Vigan
- 2016 : Bienvenue à Marly-Gomont de Julien Rambaldi
- 2018 : L'Amour flou de Romane Bohringer et Philippe Rebbot
- 2020 : C'est la vie de Julien Rambaldi
- 2020 : Ibrahim de Samir Guesmi

#### Réalisateur
- 2000 : Mercredi matin, court métrage
- 2002 : Édouard est marrant, court métrage
- 2012 : Je suis supporter du Standard

### Télévision
- 1982 : Joëlle Mazart (série) : Pierrot
- 1982 : Non récupérables de Franck Apprederis
- 1982 : Après tout ce qu'on a fait pour toi de Jacques Fansten
- 1984 : Le Vent du Nord de Alain Dhénaut
- 1986 : Maguy épisode "Fiançailles... aīe aïe"
- 1989-1996 : Imogène (série) : le gendarme Quemeneur à partir de l'épisode 4
- 1997 : Le Pantalon d'Yves Boisset
- 1997 : Navarro (épisode Le parfum du danger)
- 2001 : Un amour de femme de Sylvie Verheyde
- 2002 : Alice Nevers : Le juge est une femme (épisode Soumission)
- 2002 : Boulevard du Palais (épisode  Des secrets bien gardés)
- 2002 : Commissariat Bastille (épisode Compte à rebours)
- 2003 : Anomalies passagères de Nadia Fares Anliker
- 2003 : Le Grand Patron (épisode Effets secondaires)
- 2003 : Caméra Café (épisode Le Tournage)
- 2004 : Les bottes de Renaud Bertrand
- 2006 : La reine Sylvie de Renaud Bertrand
- 2007 : Une femme d'honneur (épisode Une journée d'enfer)
- 2007 : Les Bleus, premiers pas dans la police (épisodes Retour de flammes et Fantôme du passé)
- 2007 : Femmes de loi (épisode Paroles interdites)
- 2008 : Sa raison d'être de Renaud Bertrand
- 2009 : Canal Presque sur Canal+
- 2009 : Vénus et Apollon (1 épisode)
- 2010 : Carlos d'Olivier Assayas
- 2010 : Camping Paradis (saison1, épisode 6 Coup de vent sur le camping) : Stéphane Richet
- 2012 : L'Été des Lip de Dominique Ladoge
- 2016 : Marjorie (épisode 3) de Mona Achache
- 2015 : Presque comme les autres de Renaud Bertrand
- 2016 : Section de recherches (S10E08 Corbeau blanc) - Ltn.Laurent Escoffier
- 2017 : Mystère Place Vendôme de Renaud Bertrand
- 2019 : Illégitime de Renaud Bertrand
- 2020 : Capitaine Marleau, épisode Deux vies de Josée Dayan
- 2022 : Alex Hugo de Muriel Aubin, épisode : Mauvais sang : Maxime Melino
- 2023 : Meurtres à Montauban de Muriel Aubin
- 2025 : Nouveau jour : Le commissaire Maurier

## Théâtre
- 1997 : Néron de Gabor Rassov, mise en scène Pierre Pradinas, Le Trianon
- 1999 : Barouf à Chioggia de Carlo Goldoni, mise en scène Marjorie Nakache, Studio-Théâtre de Stains
- 2001 : Le Colonel-oiseau de Hristo Boytchev, mise en scène Derek Goldby, Théâtre de Poche
- 2007 : Un fils de notre temps d'Ödön von Horváth, Théâtre du Lucernaire
- 2016 : La Vedette du quartier, Théâtre de Poche à Bruxelles
- 2019 : La Vedette du quartier, Théâtre du Petit-Saint-Martin à Paris
- 2025 : Lily et Lily de Pierre Barillet et Jean-Pierre Gredy, mise en scène Marie Pascale Osterrieth, Théâtre de Paris

## One-man show

### Écrits et interprétés par Riton Liebman
- Dirk le Rebelle
- Noël à Cavell
- Noël en short
- D'avance merci
- Le Sens du partage
- Liebman Renégat
- La Thérapie comique. Feuilleton théâtral (en cours)
- La Vedette du quartier (Théâtre de Poche)

### Écrits parThomas Gunzig
- Point Org, dans les Contes (érotico) urbains, 2005